# (145453) 2005 RR43
(145453) 2005 RR43 – planetoida z grupy obiektów transneptunowych, krążąca wokół Słońca w Pasie Kuipera, należąca do obiektów klasycznych, zaliczana do rodziny planetoidy Haumea.

## Odkrycie i oznaczenie
Planetoida (145453) 2005 RR43 została odkryta 9 września 2005 roku w Apache Point Observatory przez Andrew Beckera, Andrew Pucketta i Jeremy’ego Kubicę. Obiekt nie ma jeszcze nazwy własnej, a tylko oznaczenie prowizoryczne i stały numer.

## Orbita
Orbita 2005 RR43 jest nachylona pod kątem 28,44˚ do płaszczyzny ekliptyki, a mimośród jej orbity wynosi 0,142. Obiekt ten krąży w średniej odległości 43,54 j.a. wokół Słońca, na jeden obieg potrzebuje ok. 287 lat. Peryhelium tego obiektu znajduje się w odległości 37,37 j.a., a aphelium zaś 49,72 j.a. od Słońca.
Planetoida ta należy do rodziny planetoidy Haumea. Rodzina ta powstała przypuszczalnie w wyniku rozbicia pierwotnie istniejącego ciała. Jest to pierwsza znana rodzina planetoid w Pasie Kuipera.
2005 RR43 określa się jako klasyczny obiekt Pasa Kuipera – niepozostający w rezonansie orbitalnym z Neptunem, jak np. plutonki czy twotino.

## Charakterystyka fizyczna
Ta odległa planetoida ma wielkość szacowaną na 300 km. Jej absolutna wielkość gwiazdowa wynosi ok. 4,14m.